# Bazedoxifen
Bazedoxifen is een niet-hormonaal geneesmiddel voor de behandeling osteoporose bij vrouwen na de menopauze, in het bijzonder bij vrouwen met verhoogd risico op botbreuk. Het middel vermindert het risico op wervelbreuk, maar niet dat op heupbreuk. Hoe hoger het risico op botbreuk, hoe groter het voordeel van de behandeling met bazedoxifeen blijkt te zijn.
Het middel behoort tot de groep van selectieve oestrogeenreceptormodulatoren (SERMs). De term "modulator" betekent dat deze stoffen in sommige weefsels kunnen optreden als agonist en in andere weefsels als antagonist van oestrogeen-receptoren. SERMs die oestrogeenreceptor-agonist zijn in botweefsel, zoals bazedoxifen, kunnen ingezet worden om de osteoporose die kan ontstaan door de vermindering van de oestrogeenspiegel na de menopauze, op te vangen.
Bazedoxifen is een product van Wyeth; merknaam Conbriza (=bazedoxifenacetaat). De Europese Unie verleende op 17 april 2009 een vergunning voor het op de markt brengen van het middel.
Enkele andere SERMs zijn tamoxifen (de eerste SERM die gebruikt werd), raloxifen, ospemifen, lasofoxifen, pipendoxifen en arzoxifen.